# Georgeoplax glabra
Georgeoplax glabra is een krabbensoort uit de familie van de Litocheiridae. De wetenschappelijke naam van de soort is voor het eerst geldig gepubliceerd in 1906 door Baker.